# Bryum macrodictyum
Bryum macrodictyum är en bladmossart som beskrevs av Warnstorf in E. Bauer 1911. Bryum macrodictyum ingår i släktet bryummossor, och familjen Bryaceae. Inga underarter finns listade i Catalogue of Life.